# رشيد ياسمي
غُلام رضا رشيد ياسِمي المعروف عموما باسم رشيد ياسمي (بالفارسية: غلام رضا رشید یاسمی) (بالكردية: غوڵام ڕه‌زا ڕه‌شید یاسمی)‏ (19 نوفمبر 1896 - 9 مايو 1951) أديب ومؤرخ إيراني.

## حياته
ولد غلام رضا بن محمد ولي خان في يوم 19 نوفمبر 1896 في كرمانشاه وتعلم بها. درس الآداب واللغة الفرنسية في طهران بمدرسة سانت لويس. اشتغل في الوزارتين المالية والمعارف ثم في مجلس الوزراء الملكي. وفي عام 1921 بدأ ينشر مقالاته في صحيفة الشفق الأحمر لعلي دشتي. عُيِّن في عام 1933 أستاذا في المعهد العالي وكلية الآداب بجامعة طهران. انضم فيما بعد إلى الأكاديمية الإيرانية للعلوم. سافر إلى الهند مع مجموعة من الأساتذة الإيرانيين مثل علي أصغر حكمت وإبراهيم بور داوود عام 1943. وفي 1945 ذهب إلى فرنسا لدراسة وقضى عامين في باريس. كان ياسمي أستاذا في جامعة طهران حتى نهاية حياته. في 2 مارس 1949 أصيب بالسكتة الدماغية خلال خطاب في الكلية الآداب بطهران. توفي يوم 9 مايو 1951 في طهران.

له مؤلفات في التاريخ والأدب الفارسي.

## آثاره
- إيران في العصر الساساني
- تاريخ موجز لإيران
- تاريخ الأمم ونحل
- قانون الأخلاقيات
- الأكراد وتقاربهم العرقي والتاريخي
- طريقة كتابة التاريخ